# Polia carbonifera
Polia carbonifera là một loài bướm đêm trong họ Noctuidae.